# Lorsch
Lorsch est une petite ville d'Allemagne située sur la Bergstraße dans le sud du land de Hesse et qui est connue pour son cloître classé au patrimoine culturel mondial.

## Situation
La ville de Lorsch est connue comme la porte de la Bergstraße, se trouve cependant à plusieurs kilomètres à l'ouest de cette route. Lorsch se trouve dans la plaine du Rhin un peu à l'ouest de l'Odenwald entre Darmstadt au nord et Mannheim au sud. Par ailleurs, la rivière Weschnitz coule à proximité.
Lorsch est entourée au nord par Einhausen et Bensheim, à l'est par Heppenheim, dans le sud-est par Laudenbach et Hemsbach (les deux situés dans l'arrondissement Rhin-Neckar du Bade-Wurtemberg), au sud par Lampertheim et à l'ouest par Bürstadt.

## Histoire
L'abbaye de Lorsch, succursale de la cour carolingienne, a été fondée en 764 par le comte Cancor et sa mère Landrada de Hesbaye et elle a été occupée par des moines bénédictins venant de Metz. En 885 l'abbaye était nommée "Lauressam", le nom de ville actuel est apparu au cours du temps. Au Moyen Âge, l'abbaye a été un important monastère de l'Empire, avec des possessions dans la forêt d'Odenwald, la Bergstraße, la Hesse-rhénane, l'Alsace et la Lorraine.
Entre 1461 et 1462, Lorsch a été l'enjeu de luttes entre Mayence et le Palatinat dans le conflit ecclésiastique de Mayence qui en revendiquaient la possession.

## Économie
À Lorsch se trouve le siège de TrekStor, fabricant de produits de stockage portables et de périphériques audio.

## Patrimoine
La grande porte du cloitre de l'abbaye bénédictine datant de l'an 800 (époque carolingienne) a été restaurée. Cette Torhalle ; Halle-porte, ou encore Königshalle ; Halle du Roi, est inscrite au patrimoine culturel mondial de l'UNESCO. L'abbaye de Lorsch possédait un scriptorium et était également l'endroit où le célèbre Évangéliaire de Lorsch a été conservé. Il était contrôlé à partir de 1232 par l'électorat de Mayence.

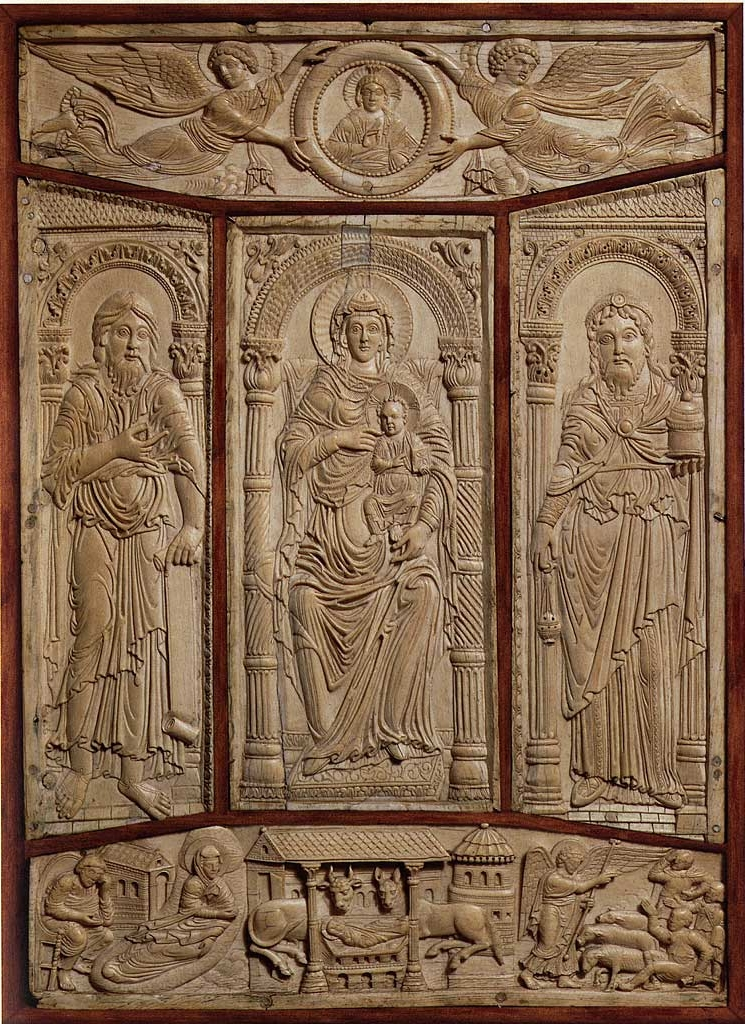
couverture en ivoire des évangiles de Lorsch

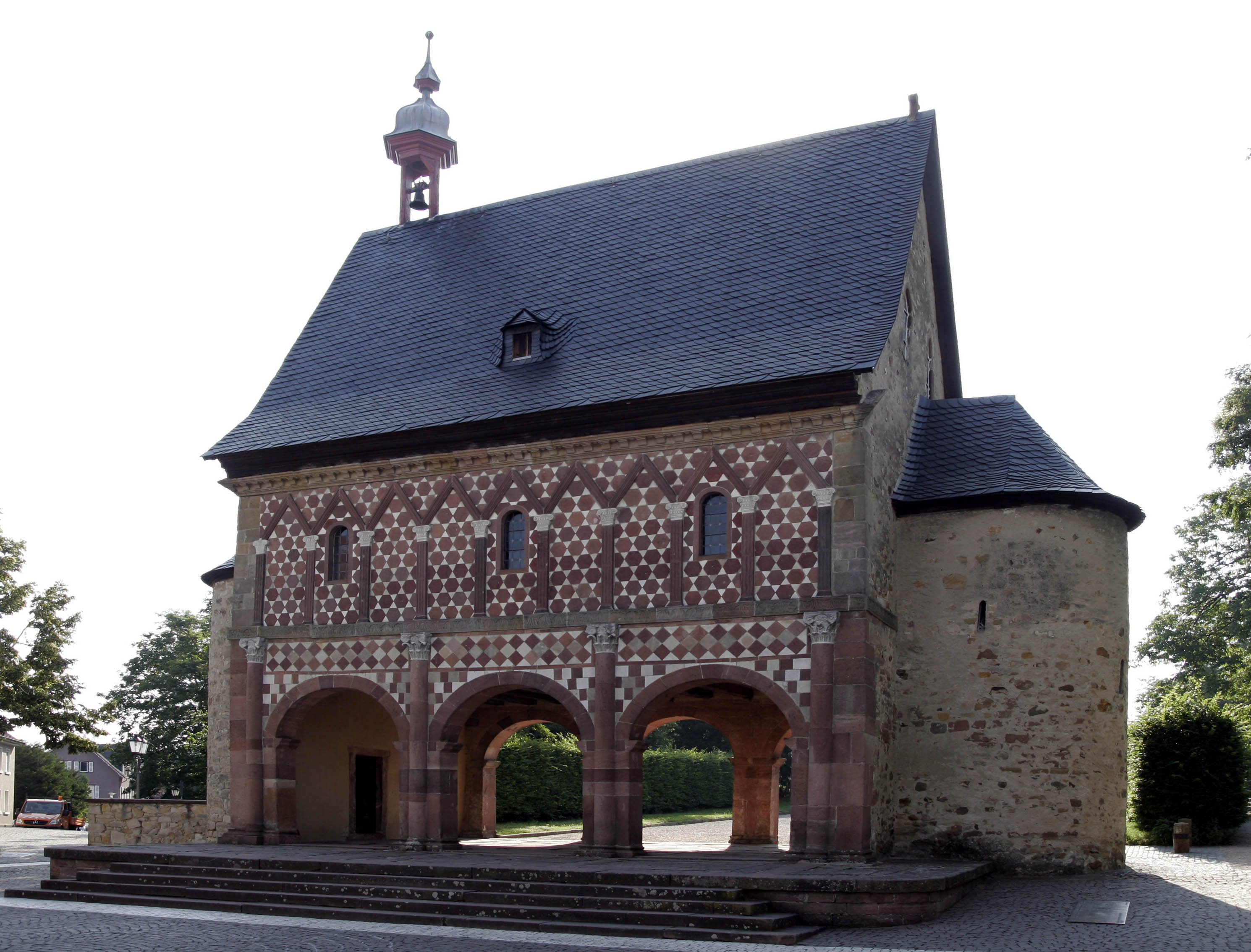
Halle-porte de Lorsch

## Jumelage
La ville de Lorsch est jumelée avec :
- Le Coteau (France), commune de la Loire, depuis 1967.
- Zwevegem (Belgique) commune de Flandre orientale, depuis 1973.
- Giebau (Tchéquie) depuis 1970.
- Thal (Ruhla) (Allemagne), Orsteil de la commune de Ruhla en Thuringe (ex-Allemagne de l'Est) depuis 1990.